# Cuperly
Cuperly és un municipi francès, situat al departament del Marne i a la regió del Gran Est. L'any 2007 tenia 217 habitants.

## Demografia

### Població
El 2007 la població de fet de Cuperly era de 217 persones. Hi havia 83 famílies, de les quals 16 eren unipersonals (4 homes vivint sols i 12 dones vivint soles), 20 parelles sense fills, 35 parelles amb fills i 12 famílies monoparentals amb fills.
La població ha evolucionat segons el següent gràfic:
Habitants censats

### Habitatges
El 2007 hi havia 92 habitatges, 82 eren l'habitatge principal de la família, 3 eren segones residències i 8 estaven desocupats. Tots els 92 habitatges eren cases. Dels 82 habitatges principals, 69 estaven ocupats pels seus propietaris, 12 estaven llogats i ocupats pels llogaters i 1 estava cedit a títol gratuït; 4 tenien tres cambres, 16 en tenien quatre i 62 en tenien cinc o més. 79 habitatges disposaven pel capbaix d'una plaça de pàrquing. A 32 habitatges hi havia un automòbil i a 46 n'hi havia dos o més.

### Piràmide de població
La piràmide de població per edats i sexe el 2009 era:
| Homes | Edats   | Dones |
| ----- | ------- | ----- |
| 0     | 95 o +  | 0     |
| 0     | 90 a 94 | 0     |
| 4     | 85 a 89 | 0     |
| 0     | 80 a 84 | 0     |
| 4     | 75 a 79 | 4     |
| 0     | 70 a 74 | 0     |
| 4     | 65 a 69 | 4     |
| 12    | 60 a 64 | 4     |
| 12    | 55 a 59 | 8     |
| 4     | 50 a 54 | 8     |
| 8     | 45 a 49 | 12    |
| 4     | 40 a 44 | 8     |
| 0     | 35 a 39 | 4     |
| 8     | 30 a 34 | 4     |
| 8     | 25 a 29 | 4     |
| 0     | 20 a 24 | 8     |
| 4     | 15 a 19 | 12    |
| 0     | 10 a 14 | 4     |
| 4     | 5 a 9   | 8     |
| 0     | 0 a 4   | 0     |

## Economia
El 2007 la població en edat de treballar era de 134 persones, 115 eren actives i 19 eren inactives. De les 115 persones actives 108 estaven ocupades (57 homes i 51 dones) i 7 estaven aturades (2 homes i 5 dones). De les 19 persones inactives 7 estaven jubilades, 4 estaven estudiant i 8 estaven classificades com a «altres inactius».

### Ingressos
El 2009 a Cuperly hi havia 84 unitats fiscals que integraven 230,5 persones, la mediana anual d'ingressos fiscals per persona era de 20.895 €.

### Activitats econòmiques
Dels 2 establiments que hi havia el 2007, 1 era d'una empresa de construcció i 1 d'una empresa de serveis.
L'any 2000 a Cuperly hi havia 14 explotacions agrícoles que ocupaven un total de 1.331 hectàrees.

## Poblacions més properes
El següent diagrama mostra les poblacions més properes.